# 하승수
하승수(河昇秀, 1968년 12월 13일 ~ )는 대한민국의 변호사이자, 교수, 시민운동가, 정치인이다.

## 이력
그는 서울대학교를 졸업하고 공인회계사로 일하다, 1995년 사법시험에 합격하고 1998년부터 변호사로 활동하였다. 제주대 법학부 및 법학전문대학원 교수를 지냈으며 시민단체인 투명사회를 위한 정보공개센터 제1대 소장을 맡아 활동했다.
이후에는 녹색당 창당에 주도적인 역할을 수행했으며, 2016년 9월까지 녹색당 공동운영위원장을 맡았었다. 지금은 선거제도 개혁운동을 하는 시민단체인 비례민주주의연대 공동대표를 맡고 있다.

## 역대 선거 결과
| 실시년도 | 선거  | 대수 | 직책     | 선거구      | 정당   | 득표수 | 득표율         | 순위 | 당락 | 비고 |
| -------- | ----- | ---- | -------- | ----------- | ------ | ------ | -------------- | ---- | ---- | ---- |
| 2016년   | 총선  | 20대 | 국회의원 | 서울 종로구 | 녹색당 | 590표  | \| \| 0.69% \| | 4위  | 낙선 |      |
|          | 0.69% |      |          |             |        |        |                |      |      |      |